# DiMarzio
DiMarzio es una empresa estadounidense reconocida principalmente por fabricar pastillas para guitarra. También elabora otros accesorios para guitarra, como cables, correas y hardware.

## Historia
DiMarzio se dio a conocer por su modelo Super Distortion, que fue la primera pastilla de guitarra de recambio del mercado. Se introdujo en 1972 y todavía se considera uno de los modelos más populares.
La pastilla Super Distortion producía una salida eléctrica más alta que la mayoría de las pastillas normalmente instaladas de serie en las guitarras de la época. Tiene aproximadamente el doble de salida que una pastilla de tipo PAF e imanes cerámicos más potentes.
Las pastillas de esta marca han sido usadas por célebres músicos como Buckethead, Jason Becker, Johnny Ramone, Kurt Cobain, Phil Collen, Al Di Meola y Jerry García, entre otros.